# Medal of Honor: Heroes 2
Medal of Honor: Heroes 2 är en förstapersonsskjutare utvecklad av EA Canada och utgiven av Electronic Arts. Spelet finns till Nintendo Wii och Playstation Portable, och är det tolfte spelet i serien Medal of Honor som utspelar sig under andra världskriget. Spelaren tar rollen som löjtnant John Berg, som jobbar för OSS. Spelet har sju uppdrag och är baserat på Slaget vid Cherbourg under Operation Overlord. 
I spelets kampanjläge kan spelaren använda stationära vapen som tyskarna uppfört, såsom granatkastare och MG42-kulsprutor.

## Vapen
- Thompson
- MP 40
- M1 Garand
- Karabiner 98k
- BAR M1918
- Bazooka
- Luger P08
- M1911